# Piotr Lachert
Piotr Lachert (* 5. September 1938 in Warschau; † 18. September 2018) war ein polnischer Komponist, Pianist und Dichter.
Piotr Lachert lebte und arbeitete in Warschau, Paris, Hannover, Brüssel und in Pescara (Italien) und war Klavierprofessor am Konservatorium in Brüssel, dem Musiklyzeum in Warschau und der Accademia Musicale Pescarese. Piotr Lachert leitete zahlreiche Meisterklassen. 1977 nahm er die belgische Staatsangehörigkeit an.
Lachert komponierte mehr als 200 Werke, hauptsächlich Konzerte, Sonaten, Kammermusik, Musiktheater, Studien und didaktische Musik. 
2007 wurde die „Lachert Foundation Brussels“, zur Förderung seines musikalischen und literarischen Werkes ins Leben gerufen.